# بين بوتنام
بين بوتنام هو سياسي كندي، ولد في 15 يناير 1886، وتوفي في 1956. انتخب عضو المجلس التشريعي في ساسكاتشوان ‏.